# Paul Shenar
Albert Paul Shenar (Milwaukee, Wisconsin, 1936. február 12. – West Hollywood, 1989. október 11.) amerikai színész.

## Élete
Paul Shenar Milwaukee-ban született, Mary Rosella és Eugene Joseph Shenar gyermekeként. Shenar fiatal korában többször fellépett a Milwaukee Színházban. A középiskola elvégzése  után az Amerikai Egyesült Államok Légierejében szolgált, majd a katonai pályafutása után újra színészkedett. A 70-es évek végétől számos filmben szerepelt. 
Shenar homoszexuális volt, és Jeremy Brett brit színésszel az 1970-es években öt esztendőn keresztül élt kapcsolatban.

## Halála
Paul Shenar 1989. október 11-én meghalt az AIDS okozta szövődmények miatt.

## Fontosabb filmjei
(Zárójelben a magyar szinkronhangja)
- Columbo: Kézirat vagy halál (1974) – Young őrmester (Galambos Péter)
- Lulu (1978) - Ludwig Schon
- The End of August (1982) - Arobin
- A NIMH titka (The Secret of NIMH) (1982) - Jenner hangja (Dörner György, László Zsolt, Kőszegi Ákos)
- Deadly Force (1983) - Joshua Adams
- A sebhelyesarcú (Scarface) (1983) - Alejandro Sosa (Csuha Lajos)
- Álombéli szerető (Dream Lover) (1986) - Ben Gardner (Dimulász Miklós)
- Angyalok dühe (Rage of Angels: The Story Continues) (1986) - Jerry Worth (Dózsa László)
- Piszkos alku (Raw Deal) (1986) - Paulo Rocca (Schnell Ádám)
- Hálószobaablak (The Bedroom Window) (1987) - Collin Wentworth (Csernák János)
- Testőr kereszttűzben (Man on Fire) (1987) - Ettore
- Bestseller: Egy bérgyilkos vallomásai (Best Seller)(1987) - David Madlock (Csernák János, Kőszegi Ákos)
- A nagy kékség (The Big Blue) (1988) - Dr. Laurence (utolsó szerepe) (Bács Ferenc, Csernák János)

## Fordítás
Ez a szócikk részben vagy egészben  a   Paul Shenar című angol Wikipédia-szócikk fordításán alapul.  Az eredeti cikk szerkesztőit annak laptörténete sorolja fel. Ez a jelzés csupán a megfogalmazás eredetét és a szerzői jogokat jelzi, nem szolgál a cikkben szereplő információk forrásmegjelöléseként.